# Нове Паскі
Нове Паскі (пол. Nowe Paski) — село в Польщі, у гміні Тересін Сохачевського повіту Мазовецького воєводства.
Населення — 137 осіб (2011).
У 1975-1998 роках село належало до Скерневицького воєводства.

## Демографія
Демографічна структура станом на 31 березня 2011 року:
|          | Загалом | Допрацездатний вік | Працездатний вік | Постпрацездатний вік |
| -------- | ------- | ------------------ | ---------------- | -------------------- |
| Чоловіки | 69      | 17                 | 44               | 8                    |
| Жінки    | 68      | 19                 | 35               | 14                   |
| Разом    | 137     | 36                 | 79               | 22                   |